# Nier (jeu vidéo)
 (mai 2025).
Pour les articles homonymes, voir Nier.
Nier est un jeu vidéo de type action-RPG développé par Cavia et édité par Square Enix. Il est distribué en avril 2010 sur PlayStation 3 et Xbox 360. Au Japon, la version PS3 est titrée Nier Replicant et la version Xbox 360, Nier Gestalt. 
Une version remastérisée intitulée NieR Replicant ver.1.22474487139... est sortie en avril 2021 sur Microsoft Windows, PlayStation 4 et Xbox One.
Une suite intitulée Nier: Automata est développée par PlatinumGames et est sortie sur PlayStation 4 ainsi que sur PC début 2017, puis sur Xbox One le 26 juin 2018.

## Deux versions
Il existe deux versions de ce jeu, « NieR Replicant » et « NieR Gestalt ». Dans la première, NieR est un jeune garçon et Yonah est sa sœur, tandis que dans la seconde – celle que nous connaîtrons sous le nom NieR –, NieR est un adulte est le père de Yonah.
Je parlerai de NieR premier du nom, donc je le citerai comme étant son père.

## Synopsis
Dans un monde post-apocalyptique aux allures de fantaisie, vous contrôlerez NieR. Votre quête ? Sauver Yonah, votre fille, de la maladie qui la ronge …

## Histoire complète (?)
Prélude – Année 2003
Il est important de souligner que l’histoire de NieR débute en 2003 lors de la cinquième et dernière fin – la fin [E] – de « Drakengard » premier du nom.
Dans celle-ci, le protagoniste termine son affrontement dans le Tokyo moderne, libérant une maladie appelée "White Chlorination Syndrome" (WCS). Cette maladie transforme les gens en sel ou en monstres, et altère également la météo, ce qui explique …
Introduction – Année 2049
… La neige en été. Nier et sa fille se cache dans un ancien supermarché en ruine, dans le même état que le reste de la ville de Tokyo (et du monde?). Yonah, sa fille, est terriblement malade. Alors NieR entend du bruit, des ombres, créatures noires et jaunes s’attaquant aux humains. NieR les combattra, puis ira voir l’état de sa fille. Prêt d’elle se trouve un livre étrange, et avant de repartir au combat, il lui fera promettre de ne pas le toucher.
Mais alors qu’il tombera à bout de forces durant le combat, il décidera lui-même de le prendre, lui permettant d’utiliser ses pouvoirs.
Peu après, NieR rejoint sa fille …
Acte 1 – 1,312 ans plus tard (An 3,361) …
Nous retrouvons Nier et sa fille. Ceux-ci semblent n’avoir pas vieillit … Cependant, Yonah est toujours malade, allongée dans son lit.
Autre changement, le monde semble être plus moyenâgeux bien que quelques traces de technologies soient encore présentes.
NieR, le lendemain, lui parlera d’une fleur magique – une larme lunaire ou fleur de lune blanche – qui pourrait peut-être permettre de la soigner. Mais durant son absence, elle décidera de partir à la recherche de l’une d’elle et se fera enlever par des ombres qui l’emmèneront dans une tour en ruine non loin de là.
En haut de celle-ci, il combattra une armée d’ombres, mais celle-ci ne semblant pas faiblir, il acceptera l’aide d’un mystérieux grimoire, le grimoire Weiss. Seulement, ceci libérera deux statues, Hansel et Gretel, que NieR parviendra à vaincre tant bien que mal, libérant sa fille. Ils rentreront chez eux, regardant l’entrée de la tour s’effondrer.
Le jour suivant, il entendra parler d’une légende. Celle-ci parle de deux grimoires, le « grimoire blanc » (Weiss) et le « grimoire noir » (note : leur nom est en français dans les autres langues) et des vers scellés qu’ils seraient en capacités d’utiliser. Supposant que ceux-ci pourraient sauver sa fille de la Nécrose Runique, sa maladie, NieR se met à la recherche de ces vers.
Suivant différentes pistes données par Popola – sœur de Devola, deux personnages centraux de l’histoire –, NieR partira en quêtes des vers dans les différents lieux de la carte, du village suspendu de l’Aire au désert aride en passant par une mine remplie de robots enfouie dans une montagne. C’est durant cet acte qu’il rencontrera les deux autres personnages principaux de cette aventure, Kaine – femme peu vêtue et grossière – et Emil – Jeune garçon portant un bandage devant les yeux, possédant le pouvoir de changer en pierre les gens qu’il regarde.
Le premier acte se conclut à la bibliothèque de Popola où NieR et ses amis se font attaquer par le Shadowlord, une ombre puissante ressemblant étrangement à NieR, venu enlever sa sœur. Finalement, l’acte se termine de manière désastreuse : NieR a été vaincu, Yonah a été enlevé, et afin d’emprisonner un monstre, Emil a du changer Kaine en pierre pour bloquer la porte vers le sous-sol de la bibliothèque.
Acte 2 – 5 ans plus tard (An 3,366) …
Nous retrouvons un Nier plus puissant qu’auparavant et bien déterminer à sauver sa sœur. Cependant, son village est affaibli à la suite de l’attaque des ombres cinq ans plus tôt et celles-ci peuvent maintenant pénétrer à l’intérieur.
Emil, pensant avoir découvert un moyen de se délivrer de sa malédiction, invite NieR à le rejoindre au manoir. C’est alors qu’Emil se souviendra de son passé : lui et sa sœur ont été les victimes de terribles expériences lors du « Projet Gestalt », visant à faire d’eux des armes dévastatrices. Sa sœur est devenue l’« arme ultime ».
Pour celler son pouvoir, Emil se laissera dévorer par celle-ci tandis que NieR la combattra férocement afin de l’en délivrer. Il parviendra à la tuer, libérant Emil … Maintenant débarrasser de sa malédiction, il est également contraint d’utiliser un corps similaire à celui de sa sœur, un corps squelettique possédant une tête ronde étrange et une cape. Il est également capable de faire de la magie à présent, c’est pourquoi NieR, Weiss et lui décideront de retourner à la bibliothèque. Désormais prêt à tuer le monstre, ils libéreront Kaine de sa forme de pierre grâce aux nouveaux pouvoirs d’Emil.
C’est à la suite de leur réunion que les quatre compagnons se mettront à la recherches de « clés » censées leur permettre d’accéder au palais du Shadowlord. Et c’est après de longues quêtes que NieR arrivera enfin à récupérer le dernier fragment, non pas sans un développement de chaque personnages et … des morts.
Alors ils se mettront en route vers la tour en ruine afin d’ouvrir le passage vers le palais. Au cours de leur périple dans celui-ci, ils combattront de terribles ennemis, dont les sœurs Devola et Popola qui révéleront être depuis le début au service du Shadowlord. Et c’est avant leur combat qu’elles révéleront une partie de ce qu’est le « projet Gestalt ». Et c’est pour les aider à fuir qu’Emil se sacrifiera …
C’est un NieR et une Kaine épuisés mentalement qui finiront par atteindre la dernière salle, une chambre au bout de laquelle est placé un lit. Sur ce lit dort Yonah, et l’ombre la regarde. À la suite de cela, un combat se déclenche entre NieR & Weiss et le maître des ombres. C’est durant cette bataille qu’ils apprendront que NieR et Yonah étaient en réalité des Replicants, corps artificiels destinés à abriter les Gestalts, les ombres, qui étaient en réalités des âmes …
NieR parvient finalement à libérer sa fille, Kaine s’en va ….
Ainsi le jeu se termine … tout du moins sa première route.

## Yoko Taro et les fins multiples
Il n’est pas inconnu que Yoko Taro raffole des fins multiples, après tout rappelons nous que NieR n’est rien de moins qu’un Spin-off tiré de l’une des fins du premier Drakengard.
Il se servira souvent des fins multiples comme d’un moyen de mieux comprendre ses univers (Drakengard et NieR), et c’est justement le tour de force de NieR premier du nom.
La route B de NieR
La première « route » de NieR – simplement nommée la route A – nous délivre une histoire relativement simple (entendons nous, une écriture "simple" chez Yoko Taro n’est pas aussi basique que le terme peut le laisser penser – on retrouve dans ses jeux une manière assez particulière d’écrire des choses simple, que ce soit un évènement ou une relation, faisant qu’aucune chose ou presque n’aura en soit une fin totalement lumineuse ou totalement sombre).
Cependant, lorsque vous sélectionner votre partie après avoir terminé la première route, le jeu débutera par une nouvelle séquence : un roman, avant de reprendre directement à la libération de Kaine au début du second acte. Évidemment, ceci n’est pas le seul ajout car à présent nous suivrons le jeu du point de vue de NieR ET de Kaine, ce qui permettra de comprendre ce que disent les ombres, Kaine en étant capable. Et c’est ça et l’ajout de cinématiques qui permettront d’ajouter du relief à ces ennemis que nous trucidons depuis le début sans savoir la vérité à leur sujet …
Les routes C et D
Lorsque vous terminez le jeu pour la deuxième fois, il vous est indiqué que vous pouvez débloquer ces routes en possédant toutes les armes du jeu. Ainsi, on vous offre la possibilité de reprendre au même point [la libération de Kaine].
Terminer le jeu une fois toutes les armes acquises et il vous sera offert un dernier combat contre Kaine – alors possédée par une ombre – ainsi qu’un choix : Tuer Kaine ou se sacrifier afin de lui permettre de redevenir humaine.
Ainsi, vous avez obtenu les quatre fins que le jeu avait à vous offrir … mais est-ce vraiment terminé ?

## NieR Replicant ver.1.22474487139... et la fin [E]?
C’est en avril 2021 que Square Enix commencera les ventes du jeu. Alors qu’est-ce que « NieR Replicant ver.1.22474487139… » ?
C’est à la suite du succès de « NieR Automata » sortie en 2017 que Square débutera le développement de ce remaster.
Prenant comme base la version originale Japonaise "NieR Replicant", nous ne contrôleront alors plus le père de Yonah, mais son frère. Mis à part quelques changements mineurs sur les dates (l’intro se déroule maintenant en 2053, et l’acte 1 débute 1,412 ans après, soit un siècle de plus), ce jeu fût surtout l’occasion de remettre au goût du jour le jeu original qui, il faut bien l’avouer, subissait les affres du temps déjà à l’époque où il était sortie.
Ainsi, le jeu sera entièrement refait que ce soit par une technique revue – basée sur Automata –, une refonte totale des graphismes, une remodélisation des personnages, des dialogues corrigés et entièrement redoublés mais aussi l’ajout de quêtes et des musiques réorchestrées.
Mais le plus gros ajout sera bien entendu sa nouvelle fin, la route [E].
La route E, c’est quoi ?
La route E, c’est une surprise. Lorsque vous terminez le jeu pour la dernière fin, la fin D, votre partie est supprimée. Et bien cette nouvelle fin, c’est un cadeau pour ceux qui voudront retenter l’expérience.
En effet, créez une nouvelle partie. Là, vous jouerez de nouveau le tout jeune NieR puis c’est lors de l’affrontement de l’un des boss … que le jeu coupera. Tout à coup, vous vous réveiller … et êtes Kaine. C’est l’un des points importants de cette route E, NieR a disparu des mémoires et de la surface de la carte.
Il s'ensuit le voyage de Kaine la menant à un tout nouvel endroit … à une nouvelle fin.

## Projet Gestalt
Le "Pojet Gestalt" est un point clé de l'histoire de NieR. À la suite de l'affrontement de Caim, protagoniste de Drakengard, avec le boss de la fin [E], une maladie se répand alors, la WCS. C'est pour protéger les humains que ce projet est mis en chantier.
Le but de celui-ci est de dissocier l'âme - le Gestalt - du corps afin de les protéger de la maladie et de les ramener plus tard dans un corps artificiel, les Replicant. Cependant, les choses ne se sont pas déroulées comme elles auraient dû, les Gestalt - donc les ombres - étant pris de folie et s'attaquant aux humains et aux Replicant.
Dans NieR, nous ne contrôlons pas des humains, mais des Replicant, tout comme le sont d'autres personnages tels que Yonah.

## Système de jeu
Le gameplay alterne entre différentes phases de jeu, comme le jeu de plates-formes, le survival horror, le shoot-em-up mais surtout le hack'n'slash.

## Développement
L'édition japonaise du jeu comporte deux versions et par conséquent deux packaging différents, l'un pour Nier Gestalt, l'autre pour Nier Replicant, tandis que le reste du monde a le même packaging.

## Musique
La musique est composée par Keiichi Okabe et son équipe du studio MoNACA. Les paroles des chansons ont été écrites et interprétées par la chanteuse anglo-japonaise Emi Evans. Les langues utilisées au cours des pistes sont totalement inventées par l'interprète. C'est un mélange d'anglais, de portugais, de français, et de japonais. 
1. Snow in Summer
2. Hills of Radiant Winds
3. The Incomplete Stone
4. Blu-bird
5. Cold Steel Coffin
6. Grandma
7. Song of The Ancients/ Devola
8. The Wretched Automatons
9. City Of Commerce
10. Song of The Anciants / Popola
11. The Prestigious Mask
12. Temple of The Drifting Sands
13. Gods Bound By Rules
14. The Ultimate Weapon
15. Deep Crimson Foe
16. Dispossession/ Piano Version
17. Dispossesion / Strings Version
18. Dispossession / Pluck Version
19. Dispossesion / Music Box Version
20. Yonah / Piano Version
21. Yonah / Strings Version
22. Yonah / Pluck Version
23. Yonah / Pluck Version 2
24. Yonah / Music Box Version
25. Song Of the Ancients / Hollow Dreams
26. Kaine / Salvation
27. Kaine / Escape
28. His Dream
29. This Dream
30. Repose
31. The Lost Forest
32. Song of the Ancients / Fate
33. Shadowlord 's Castle / Memory
34. Dance Of The Evanescent
35. Shadowlord 's Castle / Roar
36. Emil / Karma
37. Emil / Sacrifice
38. Shadowlord
39. Ashes Of Dream / New
40. Ashes of Dream / Nouveau
41. Ashes Of Dream / Nuadhaich
42. Ashes Of Dream / Aratanaru
43. Shadowlord / White Note Remix

Le remix de Shadowlord n'est pas dans le jeu mais a eu l'honneur de figurer dans le CD. Il y a deux livres de partition de NieR : l'un à 11 chansons (Song of the Ancients / Devola, Snow in Summer, Repose, Hills of Radiant Winds, Kaine / Salvation, Gods Bound by Rules, The Wretched Automatons, Grandma, Ashes of Dream / New, Emil / Sacrifice et Shadowlord) et l'autre a le reste sauf les doublons et Shadowlord White Note Remix. Il y a également la partition de Legend of NieR 8 bit. Les deux livres sont complètement différents.
Un deuxième album a été fait peu après : c'est NieR Tribute Echo, une version Dubstep.

## Réception

### Critiques

#### Nier
La critique professionnelle est assez mitigée avec une moyenne de 68/100 sur Metacritic. Le principal reproche qui est fait concerne le plan technique. Les graphismes du jeu notamment sont bien en dessous du niveau de la PS3. Mais l'histoire, l'ambiance et les musiques ont été particulièrement appréciées. La note des joueurs atteint elle la note de 8,6/10.

#### Nier Replicant ver.1.22474487139...
La critique professionnelle est plus élogieuse pour cette version améliorée avec une moyenne de 84/100 sur Metacritic.